# الدوق ماكسيمليان إيمانويل في بافاريا
الدوق ماكسيمليان إيمانويل في بافاريا (بالألمانية: Max Emanuel in Bayern)‏ (و. 1849 – 1893 م) هو سياسي، وضابط ألماني، ولد في ميونخ، توفي في فيلدافينغ، عن عمر يناهز 44 عاماً.

## مناصب
تولى منصب عضو البرلمان
.